# Radical 207
Le radical 207, qui signifie le tambour, est un des 4 des 214 radicaux chinois répertoriés dans le dictionnaire de Kangxi composés de treize traits.
Le caractère Unicode de 鼓 est 9F13.

## Caractères avec le radical 207
| nombre de traits          | caractères  |
| ------------------------- | ----------- |
| Sans trait supplémentaire | 鼓 鼔       |
| 5 traits supplémentaires  | 鼕 鼖       |
| 6 traits supplémentaires  | 鼗          |
| 8 traits supplémentaires  | 鼘 鼙 鼚 鼛 |
| 10 traits supplémentaires | 鼜          |
| 11 traits supplémentaires | 鼝 鼞       |
| 12 traits supplémentaires | 鼟          |